# Aleiodes ferrugiteli
Aleiodes ferrugiteli är en stekelart som först beskrevs av Roy D. Shenefelt 1975.  Aleiodes ferrugiteli ingår i släktet Aleiodes och familjen bracksteklar. Utöver nominatformen finns också underarten A. f. mongolicus.